# Adorazione dei pastori con i santi Nazario e Celso
L'Adorazione dei pastori con i santi Nazario e Celso è un dipinto a olio su tela centinata (380 × 320 cm) del Moretto, databile al 1540 e conservato nella collegiata dei Santi Nazaro e Celso di Brescia.
Il dipinto è fra i più discussi della produzione del pittore ed è stato assegnato alla mano del Moretto solamente a partire dalla critica del secondo Novecento. L'opera presenta effettivamente molte, inusuali scelte compositive provenienti dall'arte dei tanti autori che ne hanno influenzato l'esecuzione, anch'essa molto sofferta come prova l'enorme numero di pentimenti e correzioni emersi durante il restauro del 1987. La tela è comunque testimonianza del graduale ma sempre più incisivo cedimento del pittore verso il manierismo.

## Storia
Il dipinto è ricordato per la prima volta da Bernardino Faino nel 1630 come pala d'altare della Cappella Averoldi nella chiesa della collegiata, il quale però la ascrive riduttivamente a Luca Mombello, lo stesso pittore che aveva affrescato le pareti della cappella. Nella letteratura artistica locale successiva al Faino, invece, l'opera è ascritta a Herri met de Bles detto il Civetta, a causa dell'omonimo volatile che il pittore inseriva abitualmente nei suoi dipinti e che, nell'Adorazione in questione, è appunto visibile al centro della tela, appollaiato sul rudere di un arco.
Nel 1751, nel pieno del cantiere di ricostruzione integrale della chiesa, la tela è segnalata da Francesco Maccarinelli "ai lati del pulpito" assieme ad altri dipinti, mentre Giovanni Battista Carboni, nel 1760, la segnala senza riferirne la collocazione appunto perché priva di una postazione fissa. Paolo Brognoli, nel 1826, la dice appesa su un muro laterale della cappella dedicata a san Carlo Borromeo. Il dipinto trova la sua definitiva collocazione nel 1841 sull'altare della Natività, il quarto a sinistra, che in questo anno viene portato a termine.

## Descrizione
Il dipinto raffigura il tema dell'adorazione dei pastori, un episodio relativo alla nascita di Gesù a Betlemme. Oltre a san Giuseppe, la Madonna e ovviamente il Bambino Gesù, è presente attorno ad essi un gruppo di cinque pastori, ai quali si aggiungono i santi Nazaro e Celso, il primo a sinistra e il secondo a destra, entrambi vestiti con il tradizionale abito militare e in atteggiamento di preghiera.
Sullo sfondo, subito dietro al gruppo, si elevano dei ruderi, sui quali si vede una civetta appollaiata. Sul lato destro della tela si apre uno sfondato su un lontano paesaggio montuoso, mentre nella metà superiore si sviluppa un intricato gruppo di putti volanti.

## Stile
L'attribuzione dell'opera al Civetta, fornita per la prima volta, come detto, dal Faino, trova accordo unanime in tutta la letteratura artistica locale successiva: solamente Francesco Paglia si discosta dalla tradizione e, probabilmente equivocando con essa, attribuisce l'opera a Vincenzo Civerchio. Anche Giulio Antonio Averoldi si lascia trarre in inganno dalla criptofirma del pittore fiammingo, riconoscendo addirittura che "doversi questa tela connumerare tra quelle di primo rango non solo in Brescia, ma fori, anzi migliore di quante egli abbia dipinte in Venezia; la bravura del maestro qui non ebbe il termine". Lo studioso vede poi, nei due santi adoratori, "due ritratti degl'Antenati Averoldi, ma incomparabilmente ben dissegnati, e dipinti".
La tradizionale attribuzione rimane inalterata fino alla guida di Alessandro Sala che, nel 1834, ascrive il dipinto al Moretto, seguito da Federico Odorici nel 1853. Sono concordi Joseph Archer Crowe e Giovanni Battista Cavalcaselle nel 1871, ma giudicano la tela priva di ogni carattere morettiano poiché notevolmente ridipinta. Stefano Fenaroli, nel 1875, si pone nuovamente in disaccordo e attribuisce la tela a un imitatore del Moretto, mentre Emil Jacobsen, nel 1898, torna a inserirla nel catalogo delle opere del Maestro nonostante la cattiva leggibilità. Nonostante il rilancio dello Jacobsen, per la fortuna critica dell'opera ha inizio una vera e propria parabola discendente: Pietro Da Ponte la elimina dalla sua monografia sul Moretto del 1898, Pompeo Molmenti, nel medesimo anno, scrive seccamente che "ormai nessuno più crede sia opera del Moretto il Presepio in San Nazaro, tenebroso quadro, forse dovuto al pennello del Civetta". L'opera non è citata nell'elenco di Fausto Lechi del 1939 e neanche nella monografia di György Gombosi del 1943, nemmeno nella sezione in coda al volume dedicata alle opere erroneamente attribuite. L'unico critico del periodo che assegna l'opera al Moretto è Antonio Morassi nel 1939, la cui mano "appare chiara nella parte inferiore della tela, nella quale si notano derivazioni da Tiziano e dal Lotto", ritenendo però meno evidente l'impronta del Maestro nella parte superiore, resa meno leggibile dalle ridipinture".
Gaetano Panazza e Camillo Boselli includono il dipinto nella mostra dedicata alla pittura bresciana del 1946 e ne danno una meditata attribuzione al Moretto, precisando innanzitutto che l'assegnazione al Civetta per via della presenza del volatile è priva di fondamento, data la frequenza del motivo iconografico anche nella pittura locale del periodo. I due critici collocano poi la tela all'estrema maturità del Moretto, quando ormai "la fantasia non lo sorregge sempre e per non ripetersi egli cuce (ma con quanta maestria!) motivi vecchi e nuovi, suoi e d'altri". Nel 1948 il Boselli torna a tessere le lodi dell'opera, che egli ritiene "così piacevole se la si guardi nei suoi particolari, così decorativa" e del tutto opera del Maestro: "i due santi così romaninesco l'uno, tutto lottesco l'altro, la gioia un poco estatica di fanciullo curioso nel ricercare ogni più piccolo brillio della luce, quei quattro scacchi, due di fredda luna e due di sole sbiadito, di cui s'appare san Celso, quell'espandersi violento ed irrefrenabile, come di un grido di gioia, del rosso del guarnello di Nazaro sagomato dalla luce radente [...], l'apparire improvviso del caldo verde aurato del manto di san Giuseppe fra il grigiore marrone del fondo, le tonalità brillanti della Vergine, il putto divino, madido di luce, lo scuro arcone, tutto questo riporta ai tempi migliori del Maestro". Il Boselli, però, rileva anche che "vi si avverte qualcosa di forzato [...]. Sarà che le due parti, quella coi santi e quella coi pastori, non si legano bene fra loro, sarà che l'ossidazione del fondo ci impedisce di percepire esatti i passaggi fra i vari piani, fatto si è che l'aria non vi circola, vi stagna pesante, monotona come se quei personaggi si trovassero riuniti non a festeggiare la Natività, ma a celebrare il compianto del fanciullino. Ed anche il volo di angeli, forse il più bello che il Moretto abbia mai dipinto, risente di questo languore [...]. Ma sotto il ricco tessuto cromatico traspare chiaro che il pittore è stanco, spossato, sebbene la malia del colore brillante, l'accostamento ardito di tinte e di riflessi [...] dovevano rendere meno visibile colla loro splendida forma la mancanza della sostanza creativa".
Nel 1987 la tela viene sottoposta ad un accurato restauro, che rivela su tutta la superficie del dipinto un numero spropositato di pentimenti e variazioni, addirittura intere figure nella zona centrale interamente ridipinte in diversa collocazione, quasi che, secondo Pier Virgilio Begni Redona (1988), "il pittore avesse preso dolorosa coscienza dell'impossibile fusione di elementi compositivi che si erano affastellati con danno anche della prospettiva, o cercasse d'intervenire per correggere troppo evidenti incoerenze sintattiche addebitabili all'intervento degli alunni". Prosegue Begni Redona: "sottrarre al catalogo del Moretto questa tela [...] significherebbe eliminare dalla poetica del Moretto un importante elemento atto a testimoniarci la sensibilità e il tentativo di apertura non superficiale ch'egli ebbe nei confronti del manierismo ormai inarrestabile". Il critico propone poi un confronto con l'Adorazione dei pastori conservata a Berlino, "con la quale condivide molti elementi di tipologie, di costruzione ambientale e di resa in chiave di apertura alle novità della maniera imperante".